# ولودیمیر هوبا
ولودیمیر هوبا (اوکراینی: Володимир Петрович Губа؛ ۲۲ دسامبر ۱۹۳۸ – ۳ دسامبر ۲۰۲۰) آهنگساز اهل اتحاد جماهیر شوروی سوسیالیستی بود.